# Qualitative Sociology Review
Qualitative Sociology Review là một tạp chí khoa học và công nghệ của Ba Lan, được xuất bản bởi Khoa Kinh tế và Xã hội học, Đại học Łódź. Tạp chí là nơi xuất bản các công trình nghiên cứu thực nghiệm, lý thuyết và phương pháp luận áp dụng cho tất cả các lĩnh vực và chuyên ngành trong xã hội học. Tạp chí xuất bản bằng tiếng Anh, một năm có 4 tập, xuất bản vào Tháng 1, tháng 4, tháng 7 và tháng 10. Tất cả các bài báo trên tạp chí đều được truy cập miễn phí trên cơ sở Truy cập Mở (Open access).

## Mã số xuất bản
- ISSN: 1733-8077 (bản in)
- eISSN: 1733-8077 (bản điện tử)
- GICID: 71.0000.1500.1068
- Nhà xuất bản: Khoa Kinh tế và Xã hội học, Đại học Łódź
- Nhóm chuyên môn: Khoa học Xã hội

## Chỉ số ảnh hưởng
- Chỉ số SJR (Scimago Journal Rank) năm 2019: 0.284[2]
- Chỉ số SNIP (Source Normalized Impact per Paper) năm 2019: 0.872[2]
- Chỉ số Scopus CiteScore năm 2019: 0.6[2]
- Chỉ số H Index năm 2019: 12[3]
- Danh mục tạp chí SCIE năm 2019: Nhóm Q2[3]
- Qualitative Sociology Review được lập chỉ mục trích dẫn khoa học ở các cơ sở dữ liệu[4]: 
  - BOAI: Budapest Open Access Initiative
  - CSA Sociological Abstracts
  - DOAJ: Directory of Open Access Journals
  - EpistemeLinks - Philosophy Resources
  - ERIH PLUS: European Reference Index for the Humanities and the Social Sciences
  - IBSS: International Bibliography of the Social Sciences
  - ICAAP: International Consortium for the Advancement of Academic Publications
  - Intute: Social Sciences
  - NSDL: The National Science Digital Library
  - ProQuest
  - PsyPlexus Directory
  - SCOPUS
  - SocINDEX with Full Text
  - The SocioWeb Directory
  - TD-Net: Network for Transdisciplinarity in Sciences and Humanities
  - Ulrich's Periodicals Directory

## Ban biên tập
- Tổng biên tập: Krzysztof Tomasz Konecki, Đại học Lodz, Ba Lan

## Trang web của tạp chí
http://www.qualitativesociologyreview.org/ENG/index_eng.php